# (168221) Donjennings
(168221) Donjennings est un astéroïde de la ceinture principale.

## Description
(168221) Donjennings est un astéroïde de la ceinture principale. Il fut découvert le 1er mai 2006 à Kitt Peak par Marc William Buie. Il présente une orbite caractérisée par un demi-grand axe de 2,77 UA, une excentricité de 0,19 et une inclinaison de 3,6° par rapport à l'écliptique.